# Kẽm bromide
Kẽm bromide là một hợp chất vô cơ có công thức hóa học là ZnBr2. Nó là một muối không màu có nhiều đặc tính giống kẽm chloride (ZnCl2), cụ thể là khả năng hòa tan cao trong nước tạo thành các dung dịch acid và khả năng hòa tan trong dung môi hữu cơ. Nó hút ẩm và tạo thành dạng đihydrat ZnBr2·2H2O.

## Sản xuất
ZnBr2·2H2O được điều chế bằng cách xử lý kẽm oxide hoặc kim loại kẽm với acid bromhydric:
ZnO + 2HBr + H2O → ZnBr2·2H2O
Muối khan có thể được tạo ra bằng cách khử đihydrat bằng CO2 nóng hoặc bằng phản ứng của kim loại kẽm và brom.

## Cấu trúc
Tinh thể ZnBr2 có cấu trúc tương tự như ZnI2: bốn tâm Zn tứ diện chia sẻ ba đỉnh để tạo thành "siêu tứ diện" có dạng {Zn4Br10}2−, được liên kết bởi các đỉnh của chúng để tạo thành cấu trúc ba chiều. Đihydrat ZnBr2·2H2O cũng có cấu trúc thông thường và được mô tả là Zn(H2O)6Zn2Br6, trong đó ion Zn2Br62− có cầu brom liên kết hai nguyên tử kẽm. Một cấu trúc tương tự được tìm thấy ở dạng đime của nhôm bromide (Al2Br6).
ZnBr2 ở dạng khí là tuyến tính phù hợp với lý thuyết VSEPR với độ dài liên kết Zn–Br là 221 pm.

## Sử dụng
Kẽm bromide được sử dụng trong:
- Trong hóa học hữu cơ như một acid Lewis.
- Nó là chất điện phân trong pin kẽm bromide.
- Trong các giếng dầu và khí đốt tự nhiên, các dung dịch chứa kẽm bromide được sử dụng để dịch chuyển bùn khoan khi chuyển từ giai đoạn khoan sang giai đoạn hoàn thiện hoặc trong các hoạt động sửa chữa giếng. Dung dịch nước muối cực kỳ đậm đặc tạo cho chất lỏng có trọng lượng 20 pound/gallon, điều này đặc biệt hữu ích trong việc giữ lại các hạt dầu và khí dễ cháy trong các giếng áp suất cao. Tuy nhiên, nồng độ acid và độ thẩm thấu cao gây ra sự ăn mòn và các vấn đề xử lý. Phi hành đoàn phải được cấp bộ quần áo trơn và ủng cao su vì chất lỏng rất dễ mất nước.[7]
- Dung dịch kẽm bromide có thể được sử dụng như một lá chắn trong suốt chống lại bức xạ. Khoảng cách giữa hai kính khung được làm đầy với một dung dịch nước mạnh mẽ của kẽm bromide với một mật độ rất cao, được sử dụng như một cửa sổ trên một tế bào nóng. Loại cửa sổ này có ưu điểm hơn kính chì là nó sẽ không bị tối do tiếp xúc với bức xạ. Tất cả thủy tinh sẽ tối dần theo thời gian do bức xạ, tuy nhiên điều này đặc biệt đúng trong một ô nóng, nơi có mức độ bức xạ đặc biệt. Ưu điểm của dung dịch nước muối là bất kỳ thiệt hại bức xạ sẽ kéo dài dưới một phần nghìn giây, do đó lá chắn sẽ tự sửa chữa.[8]

## An toàn
Các cân nhắc về tính an toàn cũng tương tự như đối với kẽm chloride, và liều gây độc cho người là 3–5 g.

## Hợp chất khác
ZnBr2 còn tạo một số hợp chất với NH3, như ZnBr2·2NH3 là tinh thể bát diện không màu.
ZnBr2 còn tạo một số hợp chất với N2H4, như ZnBr2·2N2H4·2H2O là tinh thể hình thoi màu vàng, tan trong acid khoáng nồng độ 2 N, không tan trong benzen và aceton, D20 ℃ = 3,1452 g/cm³.
ZnBr2 còn tạo một số hợp chất với CS(NH2)2, như ZnBr2·2CS(NH2)2 là tinh thể không màu.
ZnBr2 còn tạo một số hợp chất với CSN3H5, như ZnBr2·2CSN3H5 là tinh thể vàng nhạt, nóng chảy ở 148 °C (298 °F; 421 K).